# لينوغراستيم
لينوغراستيم هو عامل تحفيز مستعمرات الكريات البيض المأشوبوالذي يقوم بدور منشط مناعي.
طورته شركة تشوغاي الصيدلانية تحت اسم تجاري هو Granocyte والذي تسوقه شركة سانوفي في البلدان العربية.